# エリク10世 (スウェーデン王)

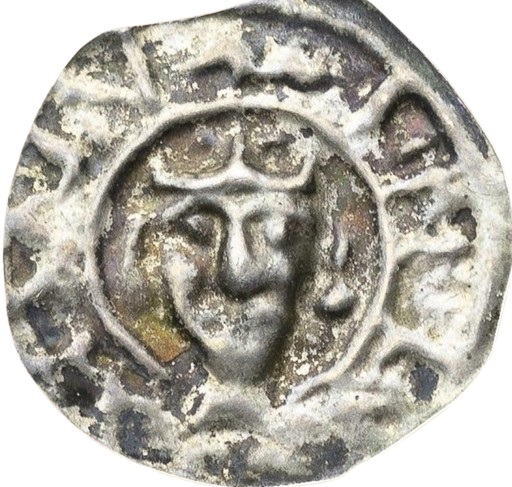
エリク10世のコイン

エリク10世（エリク10せい、スウェーデン語：Erik X, 1180年ごろ - 1216年4月10日）またはエリク・クヌートソン（Erik Knutsson）は、スウェーデン王（在位：1208年 - 1216年）。エリク生存王（Erik som överlevde）ともいわれ、王位に就いたときスウェーデン王クヌート1世とその王妃の唯一の息子であった。母の名は不明であるが、セシリア・ヨハンスドッテルと考えられている。

## 生涯

### 王位争い
エリクの若年時については何も伝わっていないが、1180年ごろにエリクスベルグの王宮で生まれたとも考えられている。エリクの父クヌート1世が1195年または1196年に死去した時、4人の息子はまだ若年ではあったが幼児ではなかった。そのうちの1人はクヌートがまだ生きていたときにすでにスウェーデン貴族によって王位継承者として認められていたが、これがエリクであったかどうかは不明である。エリクの他の3人の兄弟の名については不明である。クヌート1世があらかじめ王位継承者を定めていたにもかかわらず、対抗するスヴェルケル家の長スヴェルケル2世がスウェーデン王位についた。おそらくこれは国で第2位の権力を持っていたヤール、ビルイェル・ブローサの影響によるものであったとみられる。この王位の継承は流血の惨事なく行われた。
クヌート1世の息子たちは引き続きスウェーデンの王宮に住み、スヴェルケル2世に育てられた。数年後、ビルイェル・ブローサの死後にエリクの兄弟とその支持者は王位を主張した。スヴェルケル2世は黙認することはなかったため、エリクとその兄弟はノルウェーに逃亡し1204年から1205年冬まで滞在した。ノルウェーのヤールであるホーコン・ガレンがエリクの従姉妹と結婚したため、エリクとその兄弟はノルウェーのビルケバイン党と親族関係にあり、党に支持を求めた。1205年、エリクら兄弟はノルウェー人の支援を受けてスウェーデンに戻った。しかし、エリクらはティベデンのエルガラスの戦いにおいてスヴェルケル2世に敗北し、エリクの兄弟3人が殺害された。エリクは生き残り、再びノルウェーに逃亡し3年間滞在した。1208年、彼は詳細な状況は不明であるがビルケバイナーの支援を受けてスウェーデンに戻った。一方スヴェルケル2世側はデンマーク王ヴァルデマー2世から軍の支援を受けたが、それにもかかわらず、1208年1月にエリクはレナの戦いでスヴェルケル2世軍を破り、デンマークの指揮官エッベ・スネセンを殺害し、その軍は甚大な損失を受けた。よく知られている言い伝えでは、この出来事をスウェーデンとデンマークの間の戦いとし、「2人のデンマーク人が1人のスウェーデン人のために走り、彼らの背中をスウェーデン人にひどく叩かれた」と述べられている。また、デンマークの民謡では「領主の馬が血まみれで戻ってきたが、サドルは空だった」様子を謡っている。

### 権力の強化
こうして、エリクはスウェーデン王位についた。ビルイェル・ブローサの息子クヌートは、ある段階でヤールに任じられていたが、レナの戦いで戦死したようである。エリクは、おそらくビルイェル・ブローサの別の息子であるフォルケ・ヤールを代わりにヤールに任じた。この人物は、13世紀のスウェーデンで政治的役割を果たしたフォルクング党の創設者であるが、1250年以降に君臨した王朝としばしば混同される。
スヴェルケル2世とウプサラ大司教ヴァレリウスは敗北後デンマークに逃亡し、教皇インノケンティウス3世に介入を求めた。インノケンティウス3世は、スカーラ司教、リンシェーピング司教およびもう一人の司教に、エリクを説得してスヴェルケル2世と和解させ、王権を返還させるよう命じた。拒否した場合、エリクは教会によって非難されるとみられた。しかしこれは期待通りの成果をもたらさず、1210年にスヴェルケル2世は王位を奪還するためにスウェーデンに侵攻したが、同年7月のイェスティルレンの戦いで敗北した。このときにスヴェルケル2世はフォルケ・ヤールとその一団の手により殺害されたが、フォルケ・ヤールも多くのフォルクング党とともに殺害された。戦いの場所は議論の的となっている（ヴェステルイェートランドのヴァルヴ、エステルイェートランドのユストリングあるいはウップランドのイェストレ）。エリク軍が戦いに用いた旗は、エリクの親族であるスカラのビェルボ家の法の宣言者（lagman）エスキル・マグヌソンが保管し、1219年に訪問したアイスランドの法の宣言者スノッリ・ストゥルルソンに名誉を記念して贈られた。

### 治世

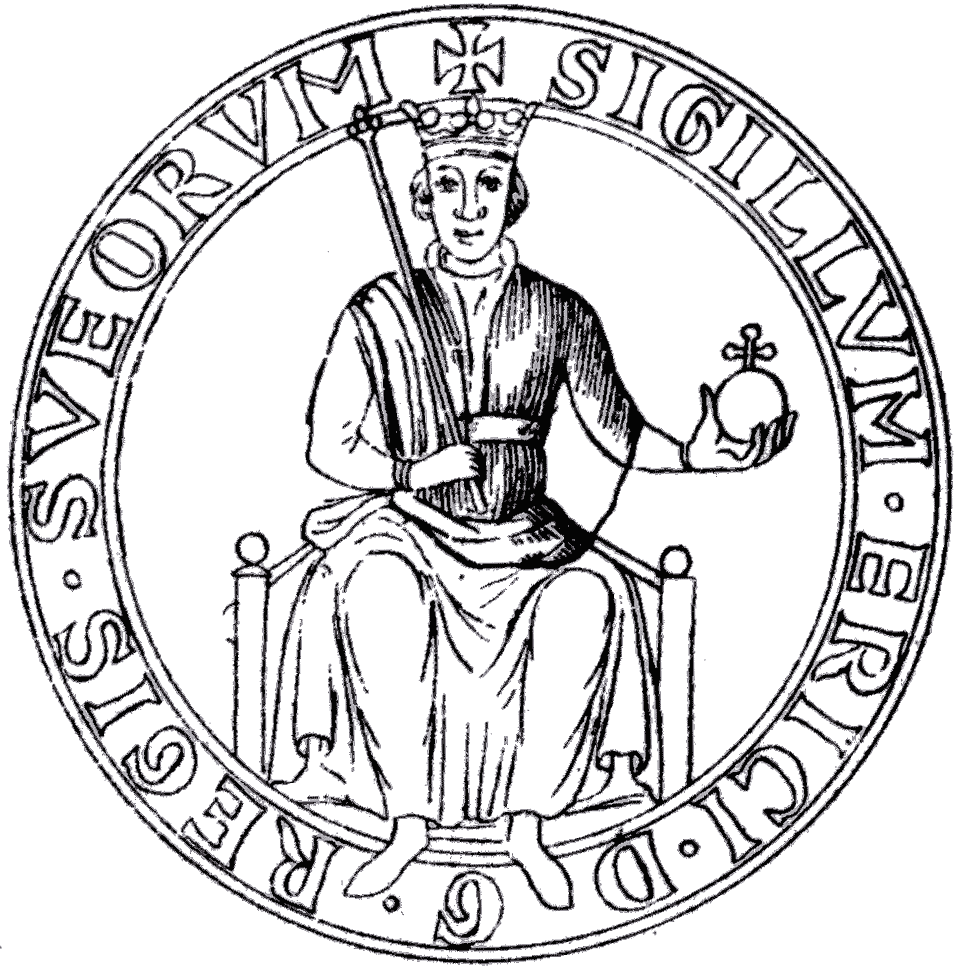
エリク11世のシール

エリクの功績は目覚ましいものがあった。エリクは教会の支援なしで短期間で支持者のネットワークを形成し、当時のスカンディナヴィアで最大勢力であったデンマークの軍を倒すことができた。それにもかかわらず、エリクは勝利後すぐにデンマーク王およびカトリック教会と和解した。同1210年に、エリクはデンマーク王ヴァルデマー1世の娘であり、ヴァルデマー2世の妹であるリキサと結婚した。これは、伝統的にスヴェルケル朝を支持してきたデンマークとの間で、ノルウェーが支援するエリク朝に対抗する関係を築くためのものであった。1210年11月、エリクはかつての敵であるウプサラ大司教ヴァレリウスによって戴冠され、戴冠を受けた最初の（知られている）スウェーデン王となった。
エリクの治世についてはあまり知られていない。残された文書は少なく、エリクの時代の事柄について多くの見識を与えるものではない。しかし、1216年に教皇インノケンティウス3世は、スウェーデンだけでなく、将来征服する可能性のある異教徒の土地についても、エリクの統治を承認した。このようにしてエリクはバルト海を越えキリスト教以外の地域への軍事拡大の計画を抱くようになった。それ以外については、スウェーデン史におけるエリクの評価は高い。ヴェステルイェートランド法（Västgötalagen）に組み込まれた短い年代記では、エリクは「良き時代の王（god årkonung）」と記されている。
エリクは、1216年4月10日にビシングショ島のネス城で急死し、ヴァーンヘム修道院教会に埋葬された。エリクはその死の時点では息子はいなかったが、王妃リキサはエリクの死の直後に男子を出産した（後のスウェーデン王エリク11世）。エリクの次にスウェーデン王となったのは、スヴェルケル2世の息子ヨハン1世であった。

## 子女
- ソフィア（1241年没） - ロストック領主ハインリヒ・ボルヴィン3世（メクレンブルク家）と結婚
- （推定）マリアンナ - ポメラニア公バルニム1世と結婚[10]
- インゲボリ（1212年頃 - 1254年） - ビルイェル・ヤールと結婚、ヴァルデマール1世およびマグヌス3世の母。
- （推定）マルタ - 元帥ニルス・シクテンソン・スパーレと結婚
- エリク11世（1216年 - 1250年） - スウェーデン王